# Furtius

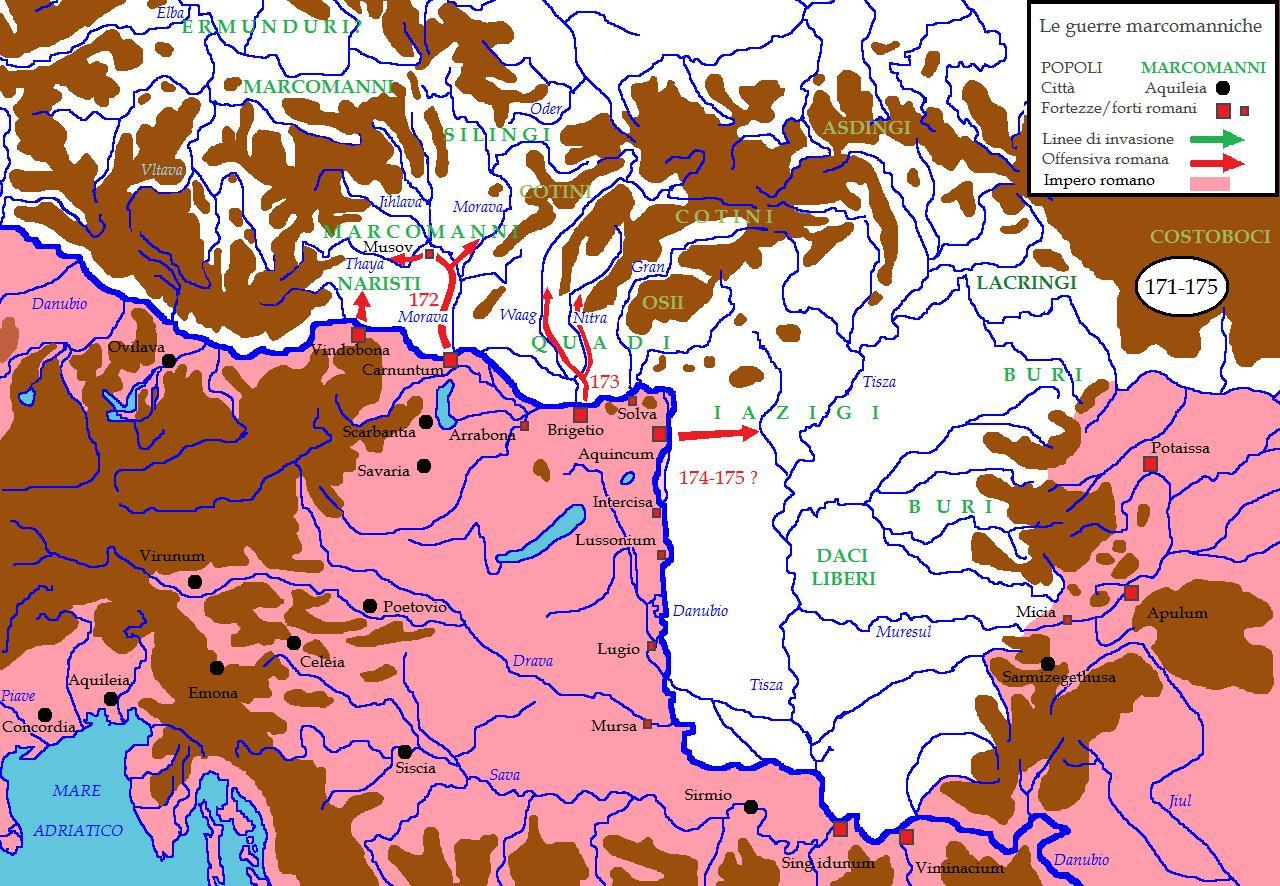
Mapa s nákresy římské ofenzívy v roce 173 na území Slovenska a jižní Moravy.

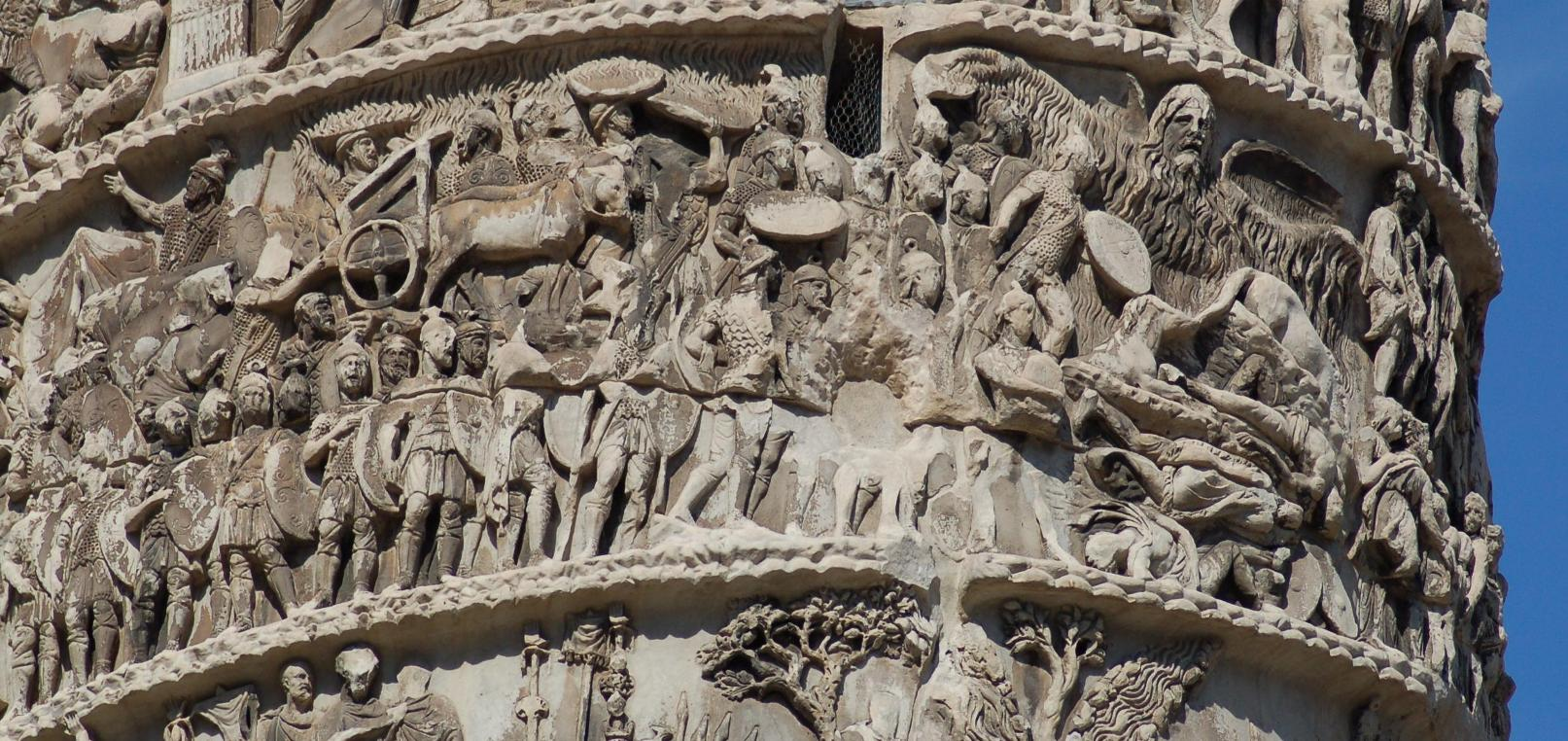
Zázračný déšť Marca Aurelia - vyobrazení na sloupu Marca Aurelia na náměstí Piazza Colonna v Římě.

Furtius také Phurtius byl ve 2. století prořímský král Kvádů v oblasti středního Dunaje v době Markomanských válek. Informace o Furtiovi se dochovaly ve spisech římského historika Cassia Dia, když římský císař Marcus Aurelius v roce 171 uzavřel s germánskými kmeny Kvádů, Markomanů a Sarmatů mírovou smlouvu, kterou chtěl zajistit římskou hranici Limes Romanus na středním Dunaji.

## Zázračný déšť Marka Aurelia
V roce 173 Kvádové porušili smlouvu o míru a tak Marcus Aurelius vytáhl do Germánie, aby vzpůrné Kvády potrestal. Během tohoto tažení došlo ke známé a slavné události, tzv. „zázračného deště Marca Aurelia“, který je vyobrazen na sloupu Marka Aurelia v Římě. Podle Cassia Dia byla jednotka legio XII Fulminata oblíčena početnou kvádskou přesilou a téměř donucena se vzdát Kvádům, kvůli horku a žízni. Zachránila je však náhle příchozí bouře, která zachránila Římany, zatímco do Kvádů udeřily hromy a blesky. Kvádové byli poraženi a Marcu Aureliu slíbili poslušnost. Současníci a historici Marca Aurelia zázračný déšť připisovali božímu zásahu. Cassius Dio uvedl, že bouři vyvolal egyptský kouzelník, který se modlil k Merkurovi, zatímco křesťanští spisovatelé jako Tertullianus zázračný déšť připisovali modlitbě křesťanů.

## Sesazení a znovujmenování
Uzavřená mírová smlouva zavazovala Kvády nejen k dodržování míru, ale i k dodávkám koní a dobytka do Říma, což se kvádské nobilitě brzy po prohrané bitvě nelíbilo a tak vládce Furtia sesadila a novým králem zvolila Ariogaesa. Marcus Aurelius odmítl uznat nového kvádského vládce. Kvádové naopak odmítli vydat římské válečné zajatce. V důsledku toho se Marcus Aurelius v roce 174 vydal znovu na válečnou výpravu proti Kvádům. Slíbil tisíc zlatých každému, kdo mu přivede živého Ariogaesa, a pět set zlatých těm, kteří ho dokážou zabít a dodat mu jeho hlavu. Když byl Ariogaesus nakonec zajat, Marcus Aurelius ho poslal do Alexandrie. Po uvěznění Ariogaese Marcus Aurelius znovu dosadil do čela Kvádů prořímského Furtia. Po bitvě zůstalo království Kvádů vůči Římu ve vazalském poměru. 